# Bunker di Stalin

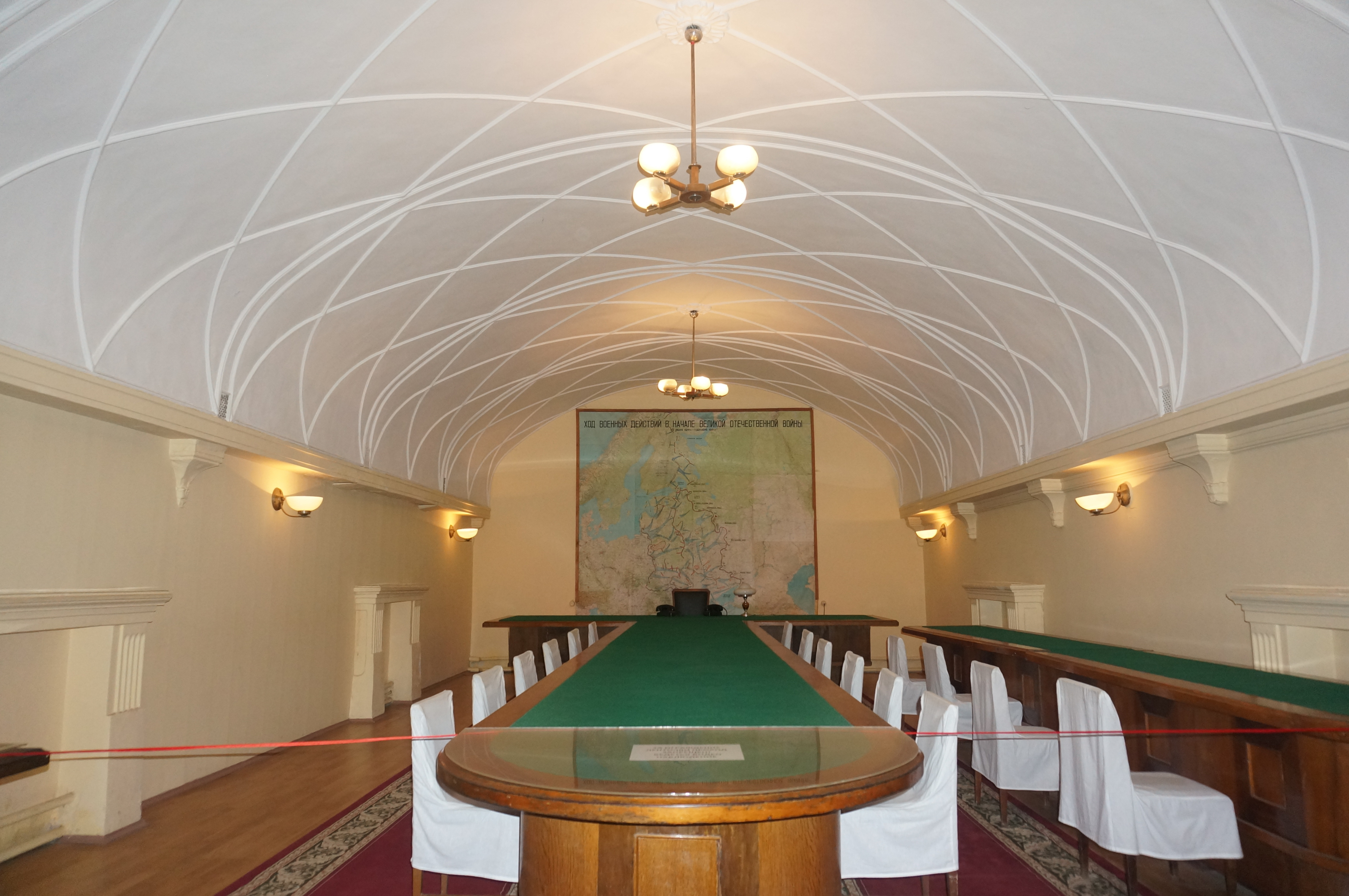
La mappa sulla parete di fondo mostra l'offensiva a seguito dell'operazione Barbarossa.

Bunker di Stalin (in russo Бункер Сталина?, Bunker Stalina) è il nome comune di una struttura difensiva (rifugio antiaereo) che si trova a Samara, che è stata creata come posizione di riserva del quartier generale di Stalin, comandante in capo supremo delle forze armate dell'URSS. A causa dell'esito della battaglia di Mosca, l'impianto non è mai entrato in uso.
Costruito nel 1942, a una profondità di 37 metri.
Declassificato nel 1990, ospita un museo della protezione civile, dove si può fare un giro in 3D.